# Kálium-szorbát
| Kálium-szorbát                                                                                                  |                               |
| |                               |
| IUPAC-név | kálium-(E,E)-hexa-2,4-dienoát |
| Kémiai azonosítók                                                                                               |                               |
| PubChem | 23676745                      |
| ChemSpider | 4445644                       |
| EINECS-szám | 246-376-1                     |
| KEGG | D02411                        |
| ChEBI | 77868                         |
| InChIKey | CHHHXKFHOYLYRE-STWYSWDKSA-M   |
| Beilstein | 5357554                       |
| UNII | 1VPU26JZZ4                    |
| ChEMBL | CHEMBL2106930                 |
| Kémiai és fizikai tulajdonságok                                                                                 |                               |
| Kémiai képlet                                                                                                   | C6H7KO2                       |
| Moláris tömeg                                                                                                   | 150,22 g/mol                  |
| Ha másként nem jelöljük, az adatok az anyag standardállapotára (100 kPa) és 25 °C-os hőmérsékletre vonatkoznak. |                               |

A kálium-szorbát (E202) tartósítószer, a szorbinsav sója. Sok területen használják, többek között az élelmiszer-, a bor- és a kozmetikai iparban. A VIII. Magyar Gyógyszerkönyvben  Kalii sorbas     néven hivatalos.  

## Felhasználása
A kálium-szorbátot a penész- és élesztőgombák szaporodásának gátlására használják a sajtban, borban, joghurtban, szárított húsokban és péksüteményekben.
Sok szárított gyümölcsöt is kezelnek vele.
Sok kozmetikai termékben is használják tartósítószerként, néhány gyártó a parabéneket helyettesíti vele. 
A borászatban borstabilizálónak használják, mivel borban szorbinsav képződik belőle.
A kálium-szorbát meggátolja a fermentációt végző élesztőgombák szaporodását.
Ha a még élő gombák – melyek a cukor szén-dioxiddá és etanollá való fermentációját végzik – elpusztulnak, nem képződik új gomba és a fermentáció megáll.
Ez akkor fontos, ha a bort palackozás előtt édesítik (cukrozzák), így a hozzáadott cukor nem fermentálódik.
Néhány penész (Trichoderma és Penicillium törzsek) és sarjadzógomba képes dekarboxilálni a szorbátokat, 1,3-pentadiént képezve. A pentadiénnek jellegzetes kerozin- vagy petróleumszaga van. 